# Batman kontra Drakula
Batman kontra Drakula (ang. The Batman vs. Dracula, 2005) – amerykański film animowany oparty na serialu animowanym Batman z 2004 roku.

## Obsada
| Aktor | Rola                     | Dubbing             |
| --- | ------------------------ | ------------------- |
| Rino Romano | Bruce Wayne/Batman       | Radosław Pazura     |
| Peter Stormare | Drakula                  | Krzysztof Gosztyła  |
| Tara Strong | Vicki Vale               | Monika Kwiatkowska  |
| Tom Kenny | Oswald Cobblepot/Pingwin | Adam Ferency        |
| Kevin Michael Richardson | Joker                    | Krzysztof Kołbasiuk |
| Alastair Duncan | Alfred Pennyworth        | Stefan Knothe       |
| Wersja polska: Master Film Reżyseria: Krzysztof Kołbasiuk Dialogi: Witold Surowiak W pozostałych rolach: Hanna Kinder-Kiss, Brygida Turowska, Beata Łuczak, Małgorzata Olszewska, Janusz Wituch, Cezary Nowak, Wojciech Szymański, Tomasz Jarosz, Zbigniew Konopka, Cezary Kwieciński, Robert Kibalski i inni |                          |                     |